# Ermesinde (Portugal)
Ermesinde ist eine Stadt im Großraum Porto im Norden Portugals.

## Geschichte
Der Ortsname ist germanischen Ursprungs. Vermutlich wurde eine erste Gemeinde Ermezende bereits von den Sueben oder im folgenden Westgotenreich gegründet. Eine andere Erklärung sieht die 890 erwähnte Tochter des Gutsherrn Gundezindo namens Ermezinde als Namensgeberin des hiesigen Gebietes, das ihr Vater ihr übertrug.
Die ersten dokumentierten Erwähnungen einer hiesigen Ortschaft Azomes stammen aus den königlichen Erhebungen des Jahres 1258. Als Azenas wird es 1519 in der Stadtrechtsurkunde von Maia erwähnt und steht als Açomes im Jahr 1706 in den Registern. Mit Ankunft der Eisenbahn 1875 begann die industrielle Entwicklung der Region. Die Gemeinde trug den Namen São Lourenço de Asmes bis nach der Ausrufung der Portugiesischen Republik (1910), als 1911 auf Antrag der Gemeindeverwaltung ihr Name in die heutige Ortsbezeichnung geändert wurde.
Der Ort wurde 1938 zur Kleinstadt (Vila), und 1990 zur Stadt (Cidade) erhoben.

## Verwaltung
Ermesinde ist Sitz einer gleichnamigen Gemeinde (Freguesia) im Kreis (Concelho) von Valongo im Distrikt Porto. Sie hatte am 19. April 2021 39.076 Einwohner, was einer Bevölkerungsdichte von 5106 Einwohner/km² entspricht. Sie ist zugleich die kleinste und die bevölkerungsreichste Gemeinde im Kreis Valongo.
Folgende Ortschaften liegen in der Gemeinde:
- Cancela
- Ermesinde
- Formiga
- Sampaio
- Travagem

## Verkehr
Ermesinde liegt an der Eisenbahnstrecke Linha do Minho.
Über die Autobahn A4 ist die Stadt an das Fernstraßennetz des Landes angeschlossen.

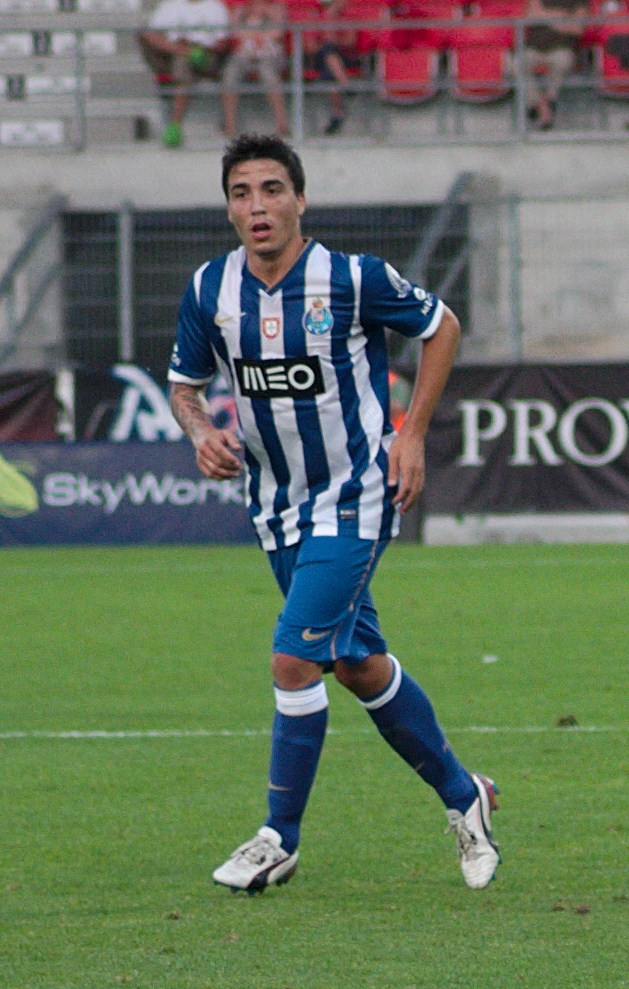
Josué Pesqueira im Trikot des FC Porto (2013)

## Söhne und Töchter der Stadt
- Alberto Ribeiro (1920–2000), Tenor und Schauspieler
- Josué Pesqueira (* 1990), Fußballspieler